# Vallée de Dodé
Pour les articles homonymes, voir Dodé.

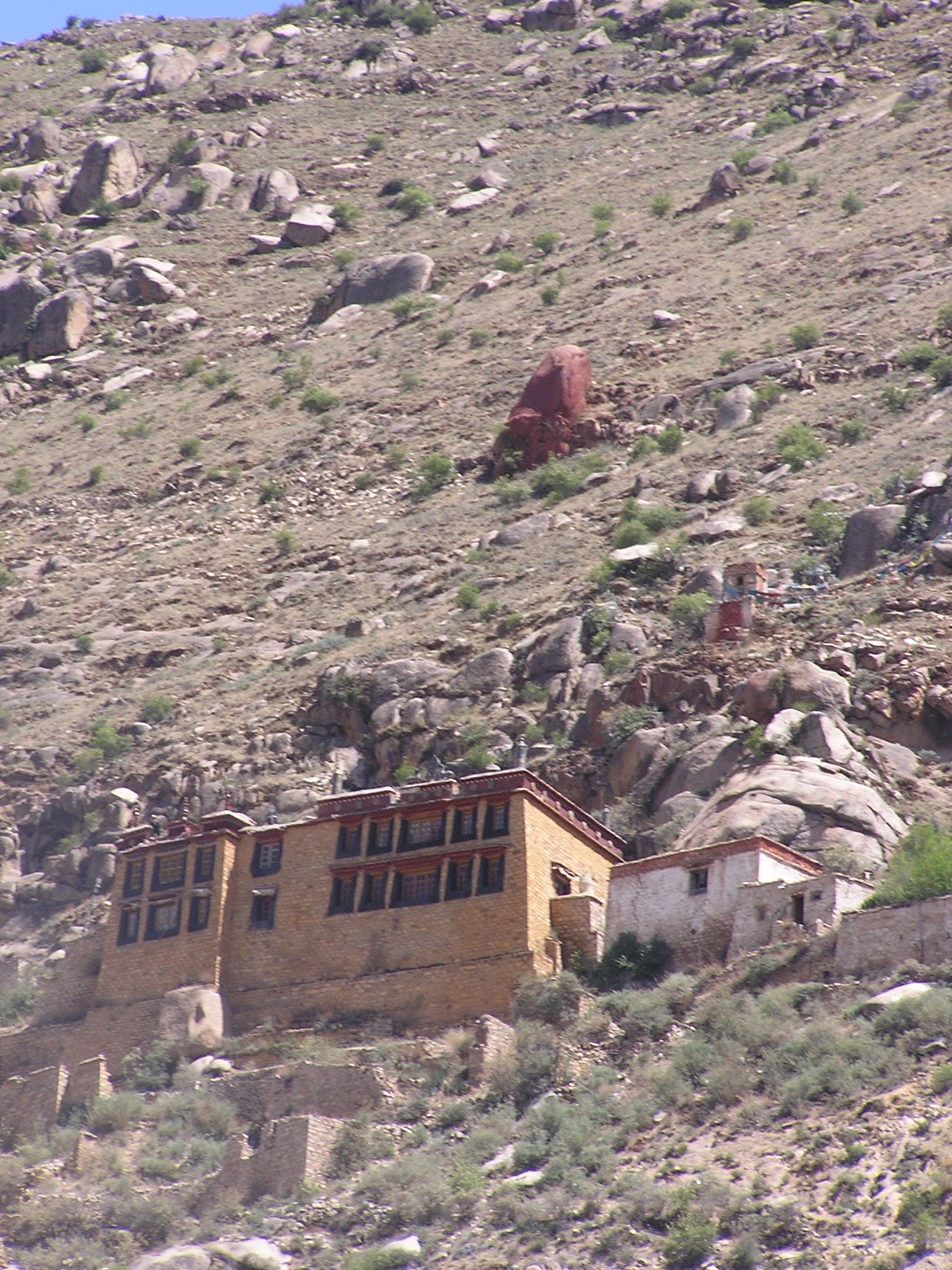
ermitage de Sera Utsé, à l'extrémité de la vallée de Dodé

La vallée de Dodé ou Dokdé (Wylie : Dog bde ou Dog-sde)  est une région située au nord de Lhassa, Tibet. Un nombre d'ermitages historiques qui appartiennent au monastère de Sera sont localisés ici y compris l'ermitage de Purbuchok et l'ermitage de Sera Utsé. Les collines autour de la vallée sont connues sous le nom de montagnes de Purbuchok. C'est un lieu habituel pour aller se promener à pied de Lhassa. 
C'est dans cette vallée que se trouvait la centrale hydroélectrique de la vallée de Dodé.